# Toliszczek
Toliszczek (deutsch Burgsdorf) ist ein Dorf im Verwaltungsbezirk Landgemeinde Gniewino (Gnewin) in der polnischen Woiwodschaft Pommern und gehört zum Powiat Wejherowski (Neustädter Kreis).

## Geographische Lage
Das Dorf liegt in der Nähe der früheren Grenze zwischen Hinterpommern und Westpreußen, unweit des Westufers des Zarnowitzer Sees, etwa 29 Kilometer nordöstlich von Lauenburg in Pommern, 19 Kilometer nordwestlich von Wejherowo (Neustadt in Westpreußen) und fünf Kilometer nordnordwestlich des Dorfs Kolkau.

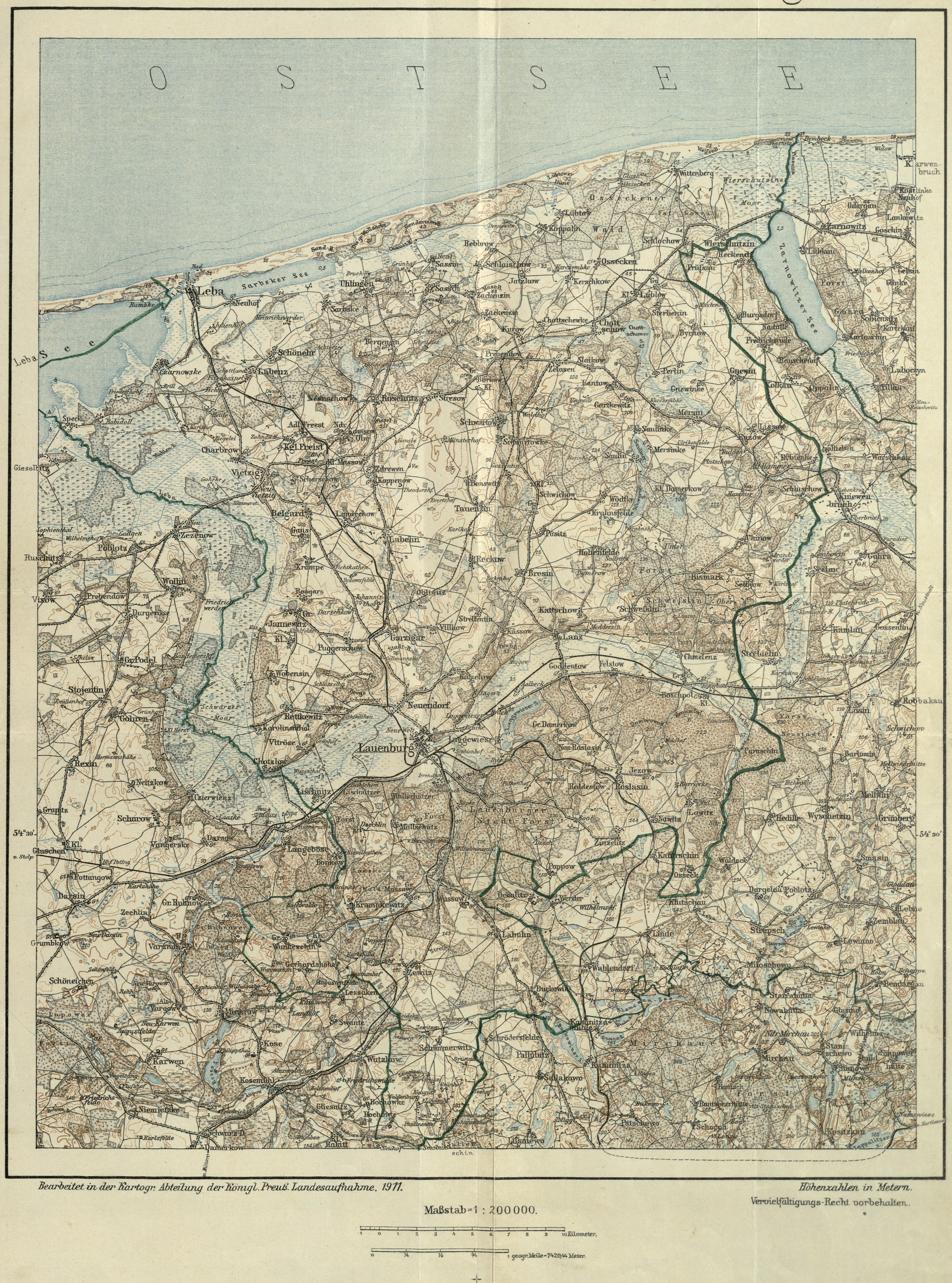
Burgsdorf, ostsüdöstlich der Stadt Leba an der Ostsee, nordöstlich der Stadt Lauenburg in Pommern, unweit des Westufers des Zarnowitzer Sees und nordnordwestlich des Dorfs Kolkau, auf einer Landkarte von 1911

## Geschichte
Für den adligen Wohnsitz Burgsdorf in Ostpommern war noch im 19. Jahrhundert auch die ältere Ortsbezeichnung Tolleschke üblich.
Burgsdorf wird in der Literatur in Zusammenhang mit einem 1878 geborgenen, aus 95 teils auf Silberdrahtringe aufgezogenen Bernsteinperlen und Glasperlen bestehenden archäologischen Fund genannt, den Historiker der Völkerwanderungszeit oder dem 7. oder 8. Jahrhundert zugeordnet haben, doch sind die näheren Fundumstände des 1881 aus Privatbesitz an das Danziger Museum gelangten Fundes unbekannt.
Um 1903 hatte das Gut Burgsdorf eine Flächengröße von 228 Hektar, Besitzer war Paul Mielke.
Als nach dem Ersten Weltkrieg der Versailler Vertrag die Verlegung des sogenannten Polnischen Korridors durch das Reichsgebiet vorsah, wurde Burgsdorf aus dem Kreis Neustadt in Westpreußen am 2. August 1919 in den Kreis Lauenburg in Pommern eingegliedert.
Am 1. April 1927 hatte das Gut Burgsdorf eine Flächengröße von 209 Hektar, und am 16. Juni 1925 hatte der Gutsbezirk 109 Einwohner. Im darauffolgenden Jahr wurde der Gutsbezirk Burgsdorf in eine Landgemeinde gleichen Namens umgewandelt.
Anfang der 1930er Jahre hatte die Landgemeinde Burgsdorf eine Flächengröße von 2,1 km². Innerhalb der Gemeindegrenzen, wo Burgsdorf die einzige Wohnstätte war, standen sieben bewohnte Wohnhäuser.
Mit Wirkung vom 1. Januar 1936 wurde die Gemeinde Burgsdorf in die Gemeinde Bychow im Amtsbezirk Gnewin eingegliedert.
Bis 1945 bildete Burgsdorf eine Wohnstätte in der Landgemeinde Bychow im Landkreis Lauenburg in Pommern im Regierungsbezirk Köslin der preußischen Provinz Pommern im Deutschen Reich.
Gegen Ende des Zweiten Weltkriegs besetzte Anfang März 1945 die Rote Armee die Region. Bald darauf wurde der Kreis Lauenburg von der Sowjetunion zusammen mit ganz Hinterpommern der Volksrepublik Polen zur Verwaltung überlassen. Anschließend begann die Zuwanderung polnischer Zivilisten, von denen die einheimischen Dorfbewohner aus ihren Häusern und Gehöften gedrängt wurden. Der Ortsname Burgsdorf wurde zu Toliszczek polonisiert. In der darauf folgenden Zeit wurden die einheimischen Dorfbewohner von der polnischen Administration aus Burgsdorf vertrieben.

### Demographie
| Jahr | Einwohner | Anmerkungen                                                             |
| ---- | --------- | ----------------------------------------------------------------------- |
| 1818 | 21        | adliges Etablissement; darunter zwanzig Lutheraner und ein Katholik     |
| 1852 | 50        | Etablissement                                                           |
| 1864 | 84        | am 3. Dezember, Gutsbezirk                                              |
| 1867 | 69        | am 3. Dezember, adliges Vorwerk                                         |
| 1871 | 64        | am 1. Dezember, adliges Vorwerk, davon 63 Evangelische und ein Katholik |
| 1910 | 66        | am 1. Dezember, Gutsbezirk                                              |
| 1925 | 109       | darunter 58 Evangelische und 51 Katholiken                              |

## Kirche

### Kirchspiel bis 1945
Die vor 1945 hier lebenden Dorfbewohner gehörten mehrheitlich der evangelischen Konfession an. Die evangelischen Einwohner von Burgsdorf gehörten zum evangelischen Kirchspiel in Gnewin.
Das katholische Kirchspiel war in Wierschutzin.

### Polnisches Kirchspiel seit 1945
Die seit 1945 und Vertreibung der einheimischen Dorfbewohner anwesende polnische Einwohnerschaft ist überwiegend katholisch.
Hier lebende evangelische Polen sind dem weit entfernten Pfarramt der Kreuzkirchengemeinde in Stolp in der Diözese Pommern-Großpolen der Evangelisch-Augsburgischen Kirche in Polen zugeordnet, deren nächstgelegene Predigtstätte in Lębork (Lauenburg in Pommern) ist.